# Carmen Schön
Carmen Schön (* 1967 in Bremen) ist eine deutsche Managementberaterin und Buchautorin. Als Autorin verfasst sie Sachbücher, Aufsätze und Videos zu den Themen intelligente Akquisition, Karrieremanagement für Juristen, Führung und Selbstmarketing. Carmen Schön berät schwerpunktmäßig Wirtschaftskanzleien, Juristen und Führungskräfte.

## Leben
Nach dem Abitur am Gymnasium Syke studierte Carmen Schön Psychologie und Jura. Sie moderierte mit Geert Müller-Gerbes die RTL-Verbrauchersendung Wir kämpfen für Sie und arbeitete danach in der Rechtsabteilung der MobilCom AG. Als Gründungsmitglied der Freenet AG leitete sie die Rechtsabteilung und wechselte dann als Key-Account-Managerin zur Deutschen Telekom AG. Es folgte eine Tätigkeit als Gesellschafterin der ppi AG, bevor sie sich mit ihrem Beratungsunternehmen Carmen Schön selbständig machte. 

## Werke
- Bin ich ein Unternehmertyp? Gabal, 2008, ISBN 978-3-89749-861-7.
- Die geheimen Tricks der Arbeitgeber. Eichborn, 2009, ISBN 978-3-8218-5975-0.
- Kaltakquise-der direkte Weg zum Kunden. Gabal, 2010, ISBN 978-3-86936-067-6.
- Karriere-DNA: Warum Glück im Job kein Zufall ist. Eichborn, 2011, ISBN 978-3-86668-465-2.
- Mehr als bloß ein Job. Gabal, 2011, ISBN 978-3-86936-173-4.
- 30 Minuten Frauenpower im Job. Gabal, 2012, ISBN 978-3-86936-354-7.
- Traumjob Rechtsanwalt. Stark, 2012, ISBN 978-3-86668-586-4.
- Komplizierte Kunden, Auftraggeber und Geschäftspartner. Stark, 2015, ISBN 978-3-8490-1455-1.
- Umgang mit schwierigen Führungssituationen. Stark, 2016, ISBN 978-3-8490-2020-0.
- Macht aufbauen und behalten. Haufe, 2016, ISBN 978-3-648-08997-2.
- Die Feelgoodmethode für Frauen. GABAL, 2018, ISBN 978-3-95623-714-0.
- Neue Mandanten finden. BoD, 2018, ISBN 978-3-7528-8897-3.
- Führung für Rechtsanwälte. BoD, 2018, ISBN 978-3-7528-9218-5.
- Mandantengespräche erfolgreich führen. BoD, 2018, ISBN 978-3-7481-8131-6.